# アルビノーニのアダージョ
『アダージョ ト短調』は、レモ・ジャゾットが作曲した弦楽合奏とオルガンのための楽曲。弦楽合奏のみでも演奏される。1958年に初めて出版された。
この作品は、トマゾ・アルビノーニの『ソナタ ト短調』の断片に基づく編曲と推測され、その断片は第二次世界大戦中の連合軍によるドレスデン空襲の後で、旧ザクセン国立図書館の廃墟から発見されたと伝えられてきた。作品は常に「アルビノーニのアダージョ」や「アルビノーニ作曲のト短調のアダージョ、ジャゾット編曲」などと呼ばれてきた。しかしこの作品はジャゾット独自の作品であり、原作となるアルビノーニの素材はまったく含まれていなかった。

## 大衆文化における「アダージョ」の利用
雄渾多感な旋律と陰翳に富んだ和声法ゆえの親しみやすい印象から広まり、クラシック音楽の入門としてだけでなく、ポピュラー音楽に転用されたり、BGMや映像作品の伴奏音楽として利用されたりした。
また、日本や欧米では葬儀のとき最も使われている曲の一つでもある。ドアーズのアルバム『アメリカン・プレイヤー』収録の「友人同士の宴」では、『アルビノーニのアダージョ』の編曲と思しき楽曲に乗せてジム・モリスンが詩の朗読を行なっており、イングヴェイ・マルムスティーンの『イカロス組曲』作品4は、もっぱら『アルビノーニのアダージョ』を下敷きにしている。DJティエスト（Tiësto）はアルバム『Parade of the Athletes』（2004年アテネオリンピック開会式に使用され、日本選手団の入場の際に流れていた）において、『バーバーのアダージョ』とともに『アルビノーニのアダージョ』を用いた。ルネッサンスは、『アルビノーニのアダージョ』に歌詞をつけて「Cold is Being」という曲にしている（アルバム『運命のカード』に収録）。
オーソン・ウェルズの1962年の映画『審判』（The Trial）やルドルフ・トーメ（Rudolf Thome）監督の1970年の『Rote Sonne』、『ローラーボール』（1975年制作版）やメル・ギブソン主演の1981年『誓い』（Gallipoli）、2015年の成島出の映画『ソロモンの偽証 前篇・事件』といった映画の伴奏音楽ないしはテーマ曲として利用されている。
1992年5月、ボスニア内戦で包囲されたサラエボ市内の市場裏で食料品を買おうとしていて砲弾の直撃で亡くなった22人の民間人死者を追悼し、その翌日から地元のチェリスト、ヴェドラン・スマイロヴィッチが「アダージョ」を22日間その場で演奏した。このエピソードを元にした小説、スティーヴン・ギャロウェイ『サラエボのチェリスト』が書かれた。